# Uraecha ochreomarmorata
Uraecha ochreomarmorata là một loài bọ cánh cứng trong họ Cerambycidae.